# HESA Shahed 171 Simorgh
Le Shahed 171 Simorgh (en anglais : "Phoenix"; parfois S-171 ) est un véhicule aérien sans pilote (UAV) de reconnaissance à ailes volantes propulsé par un avion iranien produit par Shahed Aviation Industries. 
Il s'agit d'une copie en taille réelle de drone américain RQ-170 saisi par l'Iran. Il est l'un des deux drones à ailes volantes iraniens basés sur le RQ-170, avec le Saegheh II, une version plus petite, avec laquelle il est souvent confondu.

## Conception
Le Simorgh est une copie exacte du RQ-170, jusqu'au train d'atterrissage et aux pneus. Il semble être construit principalement en fibre de verre. Un chercheur affirme que la masse, le moteur et l'endurance sont inférieurs au RQ-170. 
L'Iran prétend qu'il peut être armé de munitions une affirmation qui a été contestée par les analystes occidentaux.

## Statut

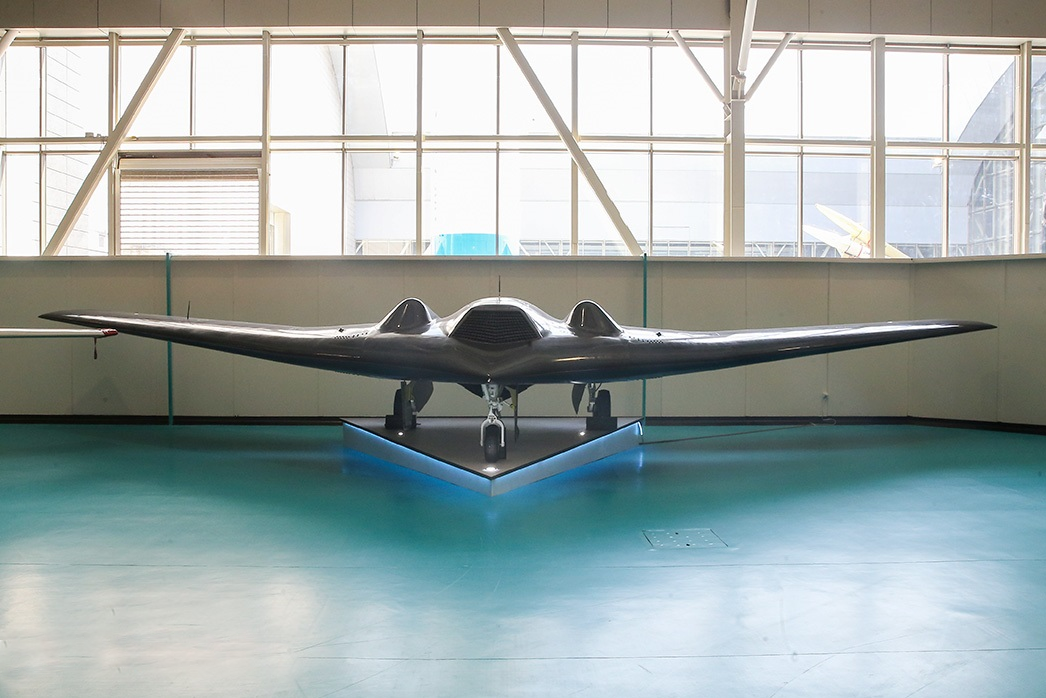
Shahed 171 Simorgh

En 2014, le Simorgh a été qualifié de "faux bon marché" et les photos publiées par l'Iran ont été qualifiées de "maquettes brutes". Des analystes indépendants ont exprimé de sérieux doutes sur le Saegheh, soulignant, par exemple, que le système de commande de vol pour une conception d'aile volante est très exigeant. 
Deux étaient en construction en 2014. En 2014, l'Iran a annoncé qu'il en aurait quatre en service d'ici mars 2015. 
Il a été vu pour la première fois en mai 2015 et a été diffusé sur la télévision iranienne en octobre 2016 et selon quelques médias iraniens la vidéo de Simorgh montre qu'il est situé à l'aéroport de Kashan,. 
Il n'y a pas d'utilisation opérationnelle connue du Simorgh et, à partir de 2018, il pourrait avoir été abandonné. 
Certaines sources rapportent qu'un Shahed 171 a peut-être été abattu lors de l'incident Israël-Syrie de février 2018, mais l'UAV était probablement le Saegheh très similaire.

## Les opérateurs
Iran
- Corps des gardiens de la révolution islamique - Force aérospatiale

## Voir également

### Développement connexe
- Lockheed Martin RQ-170 Sentinel
- Saegheh-2 (drone)
- Fotros

### Avions de rôle, de configuration et d'époque comparables
- Northrop Grumman RQ-180
- Mikoyan-Gourevitch Skat
- Soukhoï S-70 Okhotnik-B
- Dassault Neuron